# Kulmination
Kulmination är den tidpunkt då en himlakropp når högst på himlen.  Oftast sker detta då himlakroppen står i söder (på norra halvklotet) eller norr (på södra halvklotet).
Om himlakroppen är cirkumpolär (d.v.s. om himlakroppen på en viss ort ständigt är över horisonten), talar man om två sorters kulminationer: övre kulmination (då himlakroppen står högst över horisonten) resp. undre kulmination (då himlakroppen står lägst över horisonten).  På norra halvklotet sker den undre kulminationen alltid i norr, på södra halvklotet i söder. Om himlakroppen ligger tillräckligt nära norra himmelspolen kan även den övre kulminationen äga rum norr om zenit.